# Озарк (ТВ серија)
Озарк (енгл. Ozark) америчка је телевизијска серија коју су створили Бил Дубјук и Марк Вилијамс за Netflix. Главне улоге тумаче Џејсон Бејтман и Лора Лини као брачни пар који се сели код Озарчког језера због прања новца за нарко-картел из Мексика. Бејтман је такође био редитељ и извршни продуцент серије.
Добила је позитивне рецензије критичара, уз похвале за њен тон, глуму, режију и сценарио. Серија је добила 32. номинације за награду Eми за ударне термине укључујући две награде за најбољу драмску серију, Са Бејтамом који је 2019. освојио награду за најбоље режирање драмске серије и Џулијом Гарнер која је 2019. и 2020. двапут заредом освојила награде за најбољу споредну глумицу у драмској серији. Бејтман је добио две номинације за награду Златни глобус за најбољег глумца у драмској телевизијској серији.

## Радња
Након што шема прања новца за мексички нарко-картел пође по злу, финансијски саветник Мартин „Марти” Берд предлаже да се исправи тако што ће понудити успостављање веће акције прања новца у регији Озарчког језера у централном Мисурију. Марти изненада сели своју породицу из чикашког предграђа Нејпервил у забачену летовалишну заједницу Осекџ Бич. Када Берд стигне у Мисури, запетљају се са локалним криминалцима, укључујући породице Ленгмор и Снел, а касније и мафију Канзас Ситија.

## Улоге
| Глумац               | Улога                    |
| -------------------- | ------------------------ |
| Џејсон Бејтман       | Мартин „Марти” Берд      |
| Лора Лини            | Венди Берд (рођ. Дејвис) |
| Софија Хаблиц        | Шарлот Берд              |
| Скајлер Гертнер      | Џона Берд                |
| Џордана Спиро        | Рејчел Гарисон           |
| Џејсон Батлер Харнер | Рој Пети                 |
| Есај Моралез         | Камино „Дел” Дел Рио     |
| Питер Малан          | Џејкоб Снел              |
| Лиса Емери           | Дарлин Снел              |
| Чарли Тахан          | Вајат Ленгмор            |
| Џенет Мактир         | Хелен Пирс               |
| Том Пелфри           | Бен Дејвис               |
| Џесика Френсис Дјукс | Маја Милер               |
| Феликс Солис         | Омар Наваро              |
| Дамијан Јанг         | Џим Рателсдорф           |
| Адам Ротенберг       | Мел Сатерн               |
| Алфонсо Херера       | Хави Елизондро           |

## Епизоде
| Сезона | Сезона | Епизоде | Епизоде         | Оригинална објава | Оригинална објава |
| ------ | ------ | ------- | --------------- | ----------------- | ----------------- |
|        | 1.     | 10      | 10              | 21. јул 2017.     | 21. јул 2017.     |
|        | 2.     | 10      | 10              | 31. август 2018.  | 31. август 2018.  |
|        | 3.     | 10      | 10              | 27. март 2020.    | 27. март 2020.    |
|        | 4.     | 14      | 7               | 21. јануар 2022.  | 21. јануар 2022.  |
| 7      | 4.     | 14      | 29. април 2022. | 29. април 2022.   |                   |